# Důl Mauritius
Důl Mauritius je zaniklý cínový důl u Hřebečné nedaleko Abertam v okrese Karlovy Vary. V provozu byl od šestnáctého století do čtyřicátých let dvacátého století. Od roku 1964 je chráněn jako kulturní památka a v roce 2014 byl zapsán na seznam národních kulturních památek. Od stejného roku je část dolu zpřístupněna veřejnosti. Součástí památkově chráněného areálu dolu je také Červená jáma.

## Historie
Ložisko cínové rudy bylo těženo od šestnáctého století soustavou mělkých šachet, které se později staly součástí dolu Mauritius, který se v té době jmenoval podle prvního majitele Behrův důl. Šachta dolu postupně dosáhla hloubky 84 metrů, kde na ni navazovala dědičná štola Blasius, které zajišťovala odvodňování dolu. Na povrchu na šachtu navazovaly drtírny rudy, cínová a arsenová huť, kovárna a další provozy.

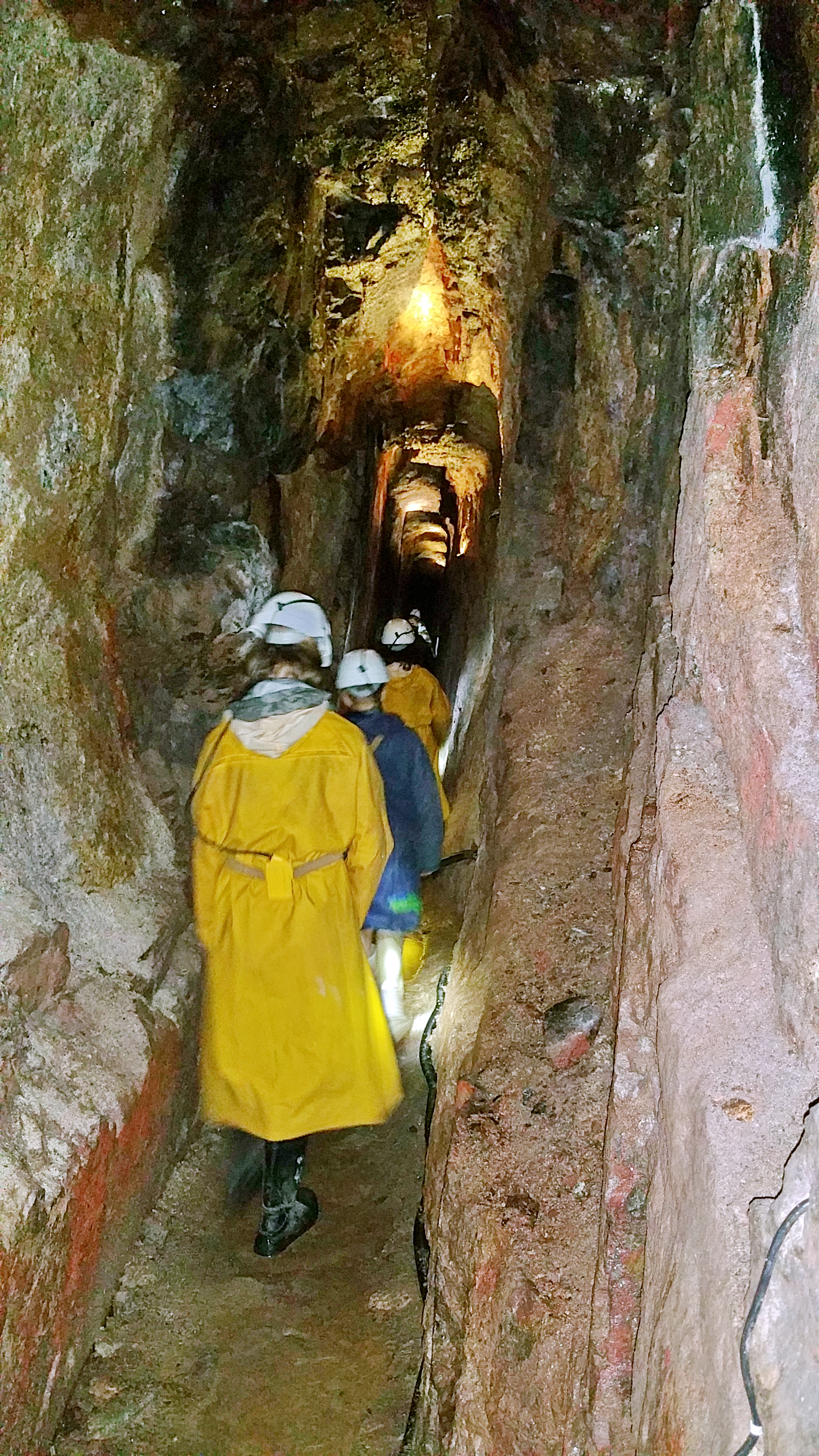
Prohlídka ve štole Kryštof

Do počátku sedmnáctého století se v dole vytěžilo nejméně 8 000 tun cínu. Po třicetileté válce došlo k poklesu těžby, ale na rozdíl od jiných dolů v okolí těžba pokračovala a v období 1751–1810 zde bylo získáno 1 200 tun cínu. Po roce 1795 však roční produkce poklesla na pouhých pět až deset tun cínu ročně. V roce 1878 bylo zmodernizováno vybavení a zavedena elektřina, přesto však výsledky těžby nesplnily očekávání a roku 1891 byl pravidelný provoz dolu ukončen. V následujících desetiletích probíhalo pouze zmáhání starých děl a průzkumné práce. V roce 1936 prodalo Abertamské těžařstvo důl Mauritius britské společnosti British Continental Mining. Ta jej však musela po připojení Sudet k nacistickému Německu postoupit německé těžařské společnosti. Teprve během druhé světové války byla v letech 1941–1944 jáma Mauritius prohloubena do hloubky 145 metrů, ale k znovuzahájení těžby již nedošlo a práce byly ukončeny v listopadu 1944. Podle poválečného geologického průzkumu představují nevytěžené zásoby asi 26 tisíc tun rudy s průměrným obsahem 0,79 % cínu, ze kterých by bylo možné získat 200 tun čistého kovu. Rudy těžené v minulosti však obsahovaly 2–4 % a ve výjimečných případech, tzv. handštánech, až 20 % cínu.

## Turistika
Roku 2008 začalo město Abertamy odkrývat ústí štoly Kryštof a o dva roky později začalo s pracemi, které ji umožnily zpřístupnit veřejnosti. V podzemí je možné pozorovat ručně raženou štolu a stopy odlamování horniny metodou sázení ohněm. Štola je dlouhá 272 metrů a ústí do rozsáhlé komory dlouhé 65 metrů, široké 4–9 metrů a vysoké 15–25 metrů. Na povrchu na ni navazuje Schneppova pinka. Ústí štoly Kryštof leží na červeně značené turistické trase z Hřebečné do Božího Daru.